# Argentijnse heek
De Argentijnse heek (Merluccius hubbsi) is een straalvinnige vis uit de familie van heken (Merlucciidae), orde van kabeljauwachtigen (Gadiformes). De vis kan een lengte bereiken van 95 centimeter.

## Leefomgeving
Merluccius hubbsi is een zoutwatervis. De soort komt voor in subtropische wateren in het westen van de zuidelijke Atlantische Oceaan. De diepteverspreiding is 50 tot 800 meter onder het wateroppervlak.

## Relatie tot de mens
Merluccius hubbsi is voor de visserij van groot commercieel belang. In de hengelsport wordt er weinig op de vis gejaagd.